# Municipio de Jeddo
El municipio de Jeddo (en inglés: Jeddo Township) es un municipio ubicado en el condado de Knox en el estado estadounidense de Misuri. En el año 2010 tenía una población de 85 habitantes y una densidad poblacional de 0,95 personas por km².

## Geografía
El municipio de Jeddo se encuentra ubicado en las coordenadas 40°5′4″N 92°00′00″O / 40.08444, -92.00000. Según la Oficina del Censo de los Estados Unidos, el municipio tiene una superficie total de 89.56 km², de la cual 89,26 km² corresponden a tierra firme y (0,34 %) 0,3 km² es agua.

## Demografía
Según el censo de 2010, había 85 personas residiendo en el municipio de Jeddo. La densidad de población era de 0,95 hab./km². De los 85 habitantes, el municipio de Jeddo estaba compuesto por el 97,65 % blancos, el 1,18 % eran asiáticos y el 1,18 % eran de una mezcla de razas. Del total de la población el 0 % eran hispanos o latinos de cualquier raza.